# Wanted (1999)
Wanted ist ein österreichischer Film aus dem Jahr 1999. Gedreht wurde er von Harald Sicheritz. Er ist keine Komödie im eigentlichen Sinne, da die zynischen und manchmal philosophischen Wortwechsel auch zum Nachdenken anregen sollen. Mit 183.000 Zuschauern war Wanted erfolgreichster österreichische Film des Jahres 1999.

## Handlung
Der Film handelt von dem Unfallchirurgen Thomas Reiter, der sich nach dem Tod einer jungen Patientin, an dem er sich schuldig fühlt, in eine Phantasie-Welt flüchtet, in der alles möglich ist. In seinen Vorstellungen ist er ein Cowboy im Wilden Westen, wo es noch klare Grenzen zwischen Gut und Böse gibt und das Leben nicht komplex ist. Dort reitet er als Outlaw durch die Prärie, rettet Frauen vor ihren brutalen Ehemännern, raubt Banken aus und lässt es sich gut gehen.
Seine Eltern machen sich Sorgen um ihn und um seine Karriere. Deshalb entführen sie Thomas’ früheren Jugendfreund Hermann, um ihn um Hilfe zu bitten. Dieser, inzwischen Pfarrer, allerdings nicht so richtig glücklich mit seiner Situation, hat Thomas jedoch nie verziehen, dass er ihn in der Schulzeit einmal aus Versehen geschlagen hat. Da die resoluten Eltern jedoch keine Absage annehmen, besucht er den Arzt, der sich freiwillig in eine geschlossene Anstalt eingewiesen hat, um vor der Realität zu flüchten.
Dort ist er nicht der einzige mit Problemen. Neben den normalen Insassen, deren Krankheiten von manisch-depressiv über Autismus bis zu Identitätsverdrängung reichen, weist der Psychologe massive Anzeichen der Erinnerungsverdrängung und eine ausgeprägte Zwanghaftigkeit auf.
Thomas erklärt Hermann, warum er sich in der Phantasiewelt freier und lebendiger fühlt. Dieser versteht seine „Wahnvorstellungen“ nicht, da er als Arzt doch über eine Rationalität verfügen sollte und wissen müsste, dass Unfälle passieren können.
Thomas wird von dem sadistischen Klinikvorstand, der seine Affäre mit einer jungen Frau nicht verheimlicht und wild turtelnd durch die Gänge rennt, gegen seinen Willen aus der Anstalt entlassen. Allerdings kommt er immer noch nicht mit der Komplexität des alltäglichen Lebens zurecht und kehrt kurze Zeit später in die Anstalt zurück.
Nach einigen gemeinsamen Ausflügen von Hermann und Thomas in den Wilden Westen verfällt der ebenfalls von seinem Alltag in der Kirche (zwischen sexueller Enthaltsamkeit und nervtötenden Firmgruppen) überforderte Pfarrer immer mehr dem Reiz der Imagination. Am Tag der Firmung ist es um seinen Lebenswillen geschehen, er spaziert stoisch in sein Zimmer im Pfarrhaus und begeht Selbstmord.
Thomas erfährt davon und verlässt die Anstalt. Ein Pfleger begleitet ihn bis zum Tor. Als er sich umblickt, sieht er Thomas und den offensichtlich leblosen Körper von Hermann auf zwei Pferden davonreiten. Die aus dem Nichts auftauchenden Verfolger schickt er in die falsche Richtung, bleibt lächelnd stehen und schließt die Augen. In der Vorstellung von Thomas erwacht Hermann und reitet mit ihm in den Sonnenuntergang.

## Drehorte
Im Sommer 1999 fanden die Dreharbeiten statt. Für die Kulissen des Wilden Westens dienten Hintergründe bei der Hohen Wand, am militärischen Truppenübungsplatz Grossmittel und im Römersteinbruch in St. Margarethen. Weiters waren Dreharbeiten in der Pfarre Don Bosco, im Hanusch-Krankenhaus und im Schloss Hetzendorf notwendig.

## Statements
„Für mich ist Wanted eine Komödie, aber ich kann auch über Dinge lachen, die andere gar nicht lustig finden. Sagen wir so: Wenn Indien eine Komödie war, dann ist Wanted auch eine.“